# Lorenzo Nuvoletta
Lorenzo Nuvoletta (né à Marano di Napoli le 1er janvier 1931 et mort dans la même ville le 7 avril 1994) était le chef du clan Nuvoletta, une organisation napolitaine de Camorra opérant dans la ville de Marano di Napoli, située à la périphérie nord de la ville de Naples. 

## Le clan Nuvoletta
Lorenzo Nuvoletta et ses frères Ciro, Gaetano et Angelo étaient les héritiers d'une famille de propriétaires terriens. Son grand-père et sa mère avaient accumulé de grandes superficies de terre, ses cultures fruitières étant exportées vers d'autres régions. Dans les années 1960, ils ont rejoint le clan d'Antonio Maisto qui faisait de la contrebande de cigarettes. Après leurs premiers agissements avec le clan Maisto, ils se diversifièrent et devinrent d'importants propriétaires fonciers en utilisant des fonds publics destinés à créer de petites propriétés agricoles. Ils ont fait fortune en escroquant le gouvernement italien et la Communauté économique européenne (CEE) et en intimidant les responsables des assurances, ainsi que les agriculteurs locaux qui ont contracté des prêts auprès de sociétés de financement gérées par les Nuvoletta.

## Liens avec la mafia sicilienne
En plus d'être membre de la Camorra, Lorenzo Nuvoletta a également été initié dans la mafia sicilienne. Selon le pentito Tommaso Buscetta, il était proche de Luciano Leggio et Salvatore Riina et de ses Corleonesi, ainsi que de Michele Greco.  Selon le patron de la mafia Giuseppe Di Cristina, les Nuvoletta ont géré  une raffinerie d'héroïne pour le compte de Liggio. Plusieurs clans de la Camorra et de la mafia ont conclu un accord sur la division des cargaisons de cigarettes de contrebande arrivant dans le port de Naples lors d'une réunion en 1974 dans la villa de Lorenzo Nuvoletta à Marano. Avec Umberto Ammaturo, le clan s'est également engagé dans le trafic de cocaïne. 
Les Nuvoletta, et en particulier Lorenzo l'un des membres les plus charismatiques de l'organisation, étaient des membres importants de Nuova Famiglia (NF), une coalition de clans de la Camorra créée dans les années 1980 pour faire face à Nuova Camorra Organizzata (NCO) de Raffaele Cutolo. Cutolo voulait unir la Camorra sous sa direction. Le soutien de la mafia sicilienne a été crucial dans la guerre entre la NF et le NCO, qui a pris fin avec la défaite de Cutolo. Au cours de cette guerre, en 1981, les Nuvoletta proposaient une trêve entre la NCO et la NF, trêve que les parrains Carmine Alfieri et Pasquale Galasso également acceptent jusqu'à les assassinats de ses respectifs frères Salvatore Alfieri et Nino Galasso par les tueurs de Cutolo. Mais bien que les Nuvoletta étaient membres de la NF, ils n'offrent pas leurs condoléances ni Alfieri ni Galasso, fait qu'a désintégrée l'alliance NF s'est, avec une guerre entre le clan dirigé par Alfieri-Galasso-Bardellino et les Nuvoletta-Gionta vers la fin de 1983. Ce guerre ont abouti avec le meurtre de son frère Ciro et la massacre de Torre Annunziata. Pour arriver la paix avec Bardellino, il a dû vendre son allié Valentino Gionta, raison pour laquelle les Nuvoletta accéléré le meurtre de le journaliste Giancarlo Siani.

## Arrêt
En 1984, le juge d'Antimafia Giovanni Falcone à émis un mandat d'arrêt contre Nuvoletta pour association mafieuse.  
Le 7 décembre 1990, il a été arrêté, lors d'un sommet du clan dans son bunker villa juste à l'extérieur de Marano, avec son fils Ciro et d'autres membres du clan ainsi que l'homme politique démocrate-chrétien local.  Il était fugitif depuis dix ans. En janvier 1992, il a été condamné à neuf ans pour association mafieuse.  
En fevrier 1994, il était assigné à résidence en raison d'un cancer du foie pour finalement mourir le 7 avril 1994 de cette cancer du foie que devenait métastases.